# 나중소
나중소(羅仲昭, 1866년 ~ 1928년)은 경기도 고양 출신의 독립운동가로 자는 영훈(泳薰), 호는 포석(抛石), 아명(雅名)은 나봉길(羅奉吉), 본관은 나주이다. "나비장군"이라는 별명을 갖고 있다.

## 생애
1910년 일제가 한국을 강점하자 만주로 망명하여 독립 운동에 몸을 던졌다.

### 북로군정서 투쟁
1919년 8월 7일 지린성에서 서일(徐一)·김좌진(金佐鎭)·이장녕(李章寧)·김규식(金奎植) 등과 함께 정의단(正義團)을 개편하여 무장항일단체인 대한군정부(大韓軍政府)를 조직하였다. 동년 12월에는 이를 북로군정서(北路軍政署)로 명칭을 변경하고 독립군의 양성을 위해 사관 양성소를 설치했다. 이듬해 참모장으로서, 대장 김좌진, 연성대장 이범석 등과 함께 청산리에서 일본군을 크게 이기고 소련의 헤이허로 철수했다.
1920년 5월에는 신민단(新民團), 도독부(都督府), 광복단(光復團), 국민회(國民會), 의군부(義軍府), 군정서(軍政署) 등이 참가한 가운데 북간도 지역의 통합을 논의할 때 김좌진과 함께 군정서 대표로 참가하였다. 8월에는 총재 서일, 부총재 현천묵(玄天默), 사령관 김좌진, 참모장 이장녕 등과 함께 참모부장으로 활약하는 한편, 동년 9월 9일에는 사관연성소 졸업생 200명과 다른 직위에 보임된 80여명으로 교성대(敎成隊)가 조직되자 대장으로서 부관 [[최준형(崔峻衡), 중대장 이범석(李範奭), 소대장 이민화(李敏華)·김훈(金勳)·이탁(李鐸)·남익(南益) 등과 함께 무장항일투쟁을 위한 실력을 양성하였다.
10월 혼춘(琿春)사건이라는 일본군의 대학살 만행이 있은 후, 뒤이어 일본군 19사단과 21사단이 북로군정서를 목표로 양협작전을 전개한다는 정보에 따라 임전 조직을 단행함에 그는 참모장에 임명되었다. 이해 10월 19일 일본군이 청산리(靑山里)를 3면에서 포위하고 다음날 기병대 1개 부대가 백운평(白雲坪)으로 진입하자 미리 매복하고 있다가 일제히 사격을 개시하여 적의 전위부대를 전멸시키는 대대적인 전승을 거두었다.

### 신민부 참여
이해 겨울에는 대한독립군단의 일원으로 노령에 들어갔다가 소련정부의 기만책을 예견하고 김좌진과 같이 북간도 영안(寧安)으로 돌아와 북로군정서의 정신에 입각한 신민부(新民府)를 조직하였다. 1925년 신민부의 참모위원으로 무링에 사관학교를 세웠다.

### 최후
참모부위원장 겸 검사위원에 임명되어 무장항일 투쟁과 독립군 간부 양성을 위해 힘쓰다가 1928년 8월 18일(음 7월 4일) 만주 돈화현(敦化縣) 산중에서 병사하였다.

## 사후
1963년 대한민국 정부는 대한민국 건국공로훈장 단장(독립장)을 추서하였다.